# Mleko ryżowe

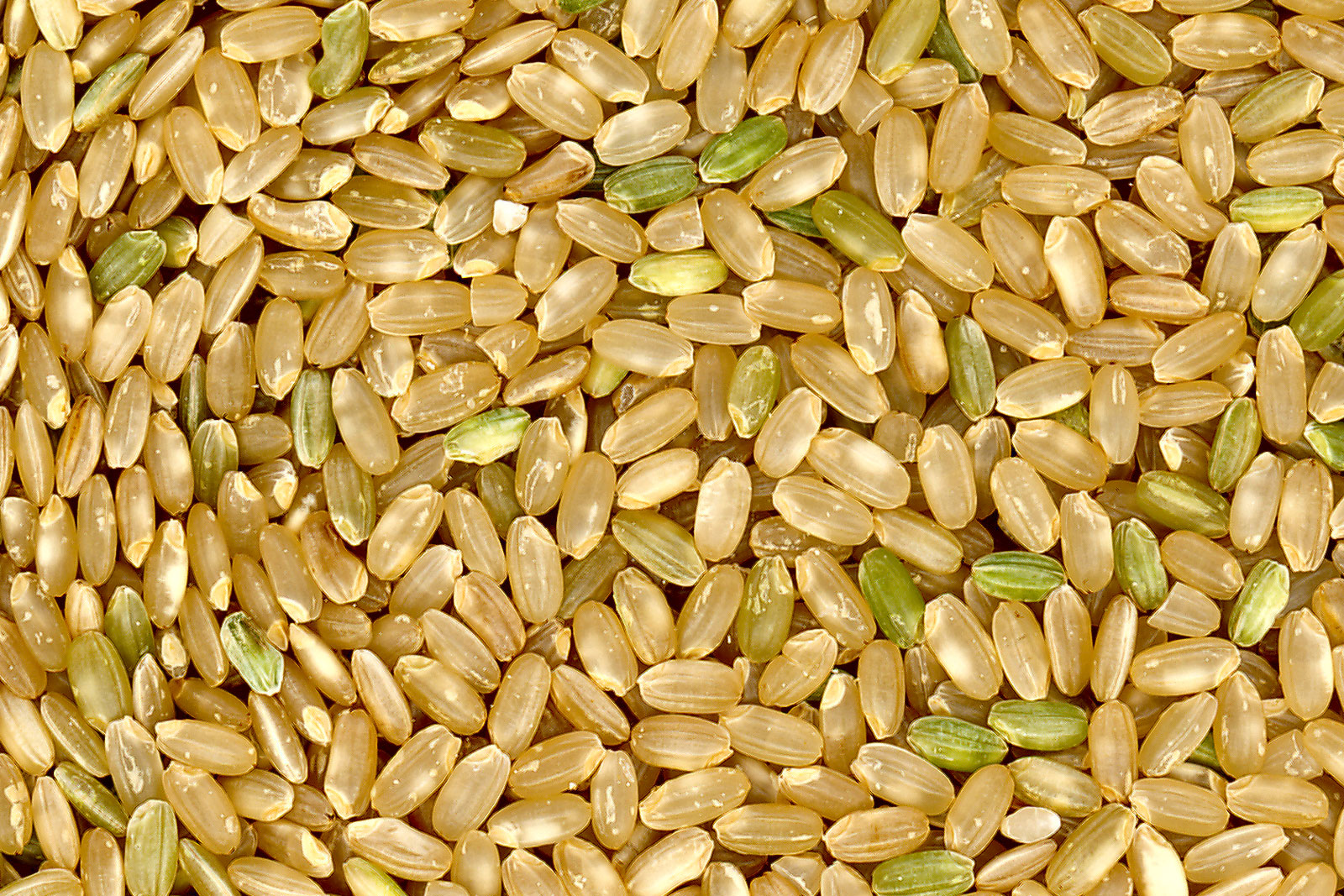
Brązowy ryż

Mleko ryżowe – napój  na bazie zboża, przeważnie robione z brązowego ryżu, w przepisach domowych słodzone cukrem lub syropem z agawy, w nowoczesnych oraz tradycyjnych (np. japońskich), komercyjnych wersjach bez dodatku cukru. Zgodnie z obowiązującymi na terenie Unii Europejskiej normami prawnymi, nie może być wprowadzane do obrotu ani reklamowane pod nazwą „mleko ryżowe”.
W porównaniu z mlekiem krowim zawiera więcej węglowodanów, ale nie zawiera znaczących ilości wapnia i białka, a cholesterolu oraz laktozy – w ogóle. Komercyjne marki mleka ryżowego często są wzbogacane w witaminy i sole mineralne, włącznie z wapniem, witaminą B12, witaminą B3, i żelazem.
Komercyjne marki napojów ryżowych są dostępne w aromatach waniliowym i czekoladowym, jak i w oryginalnej niearomatyzowanej formie i mogą być używane w wielu przepisach jako alternatywa dla tradycyjnego, krowiego mleka.
Napój ryżowy jest hypoalergiczny, nadaje się nawet dla starszych niemowląt – najczęściej powyżej 6. miesiąca życia. Nie powinno być traktowane jako zastępnik mleka kobiecego (lub mleka modyfikowanego).

## Europejskie regulacje dotyczące produktów mlecznych
Zgodnie z Europejską Wspólną polityką rolną pojęcie „mleko” oznacza wyłącznie zwykłą wydzielinę z wymion ssaków – bez żadnych dodatków, ani nie poddaną ekstrakcji – otrzymywaną z co najmniej jednego doju zwierzęta gospodarskiego. Tak samo ma się sytuacja w wypadku przetworów mlecznych: śmietany, śmietanki, chantilly, masła, sera, jogurtu czy kefiru. Jedynym wyjątkiem przewidzianym w Polsce przez unijne przepisy jest ser jabłkowy. Dlatego też sprzedawane na terenie Unii Europejskiej napoje ryżowe nie mogą być nazywane „mlekiem ryżowym”.
Wyrok Trybunału Sprawiedliwości Unii Europejskiej z 2017 r. potwierdził, że termin „mleko” co do zasady zarezerwowany jest wyłącznie dla mleka pochodzenia zwierzęcego.